# 소년 아메드
《소년 아메드》(프랑스어: Le Jeune Ahmed)는 2019년 개봉한 벨기에의 드라마 영화이다. 다르덴 형제가 감독과 각본을 맡았다. 제72회 칸 영화제(2019) 경쟁후보작이자 감독상 수상작이다.